# Natalee Holloway
Natalee Ann Holloway (Clinton, Misisipi, 21 de octubre de 1986-declarada muerta el 12 de enero de 2012) fue una ciudadana estadounidense que desapareció el 30 de mayo de 2005 durante un viaje de graduación a Aruba, un país del Caribe perteneciente al Reino de los Países Bajos. Estudiante de Mountain Brook, Alabama, Holloway se graduó en la Escuela Secundaria Mountain Brook el 24 de mayo de 2005, poco antes del viaje. Su desaparición causó sensación mediática en Estados Unidos.
Holloway tenía previsto volar de regreso a casa el 30 de mayo, pero no se presentó para su vuelo. Fue vista por última vez por sus compañeros de clase en las afueras de Carlos'n Charlie's, una cadena caribeña de restaurantes y clubs nocturnos en Oranjestad, en un coche, con los residentes locales Joran van der Sloot y los hermanos Deepak y Satish Kalpoe. Al ser interrogados, los tres dijeron haberla dejado en su hotel y negaron conocer qué había sido de ella. Tras investigaciones adicionales de las autoridades, Van der Sloot fue arrestado dos veces por su presunta implicación en la desaparición y los Kalpoe fueron arrestados tres veces cada uno. Debido a la falta de pruebas los tres fueron puestos en libertad sin cargos después de cada detención.
Con la ayuda de cientos de voluntarios, los investigadores de Aruba realizaron una amplia búsqueda de Holloway. Agentes especiales del FBI, 50 soldados holandeses y tres equipos especiales habilitados con aviones F-16 de la Real Fuerza Aérea Holandesa participaron en la búsqueda. Además de la búsqueda por tierra, los buzos examinaron el fondo del océano para buscar evidencias del cuerpo de Holloway. Las búsquedas fueron infructuosas, y de acuerdo con las autoridades de Aruba es más probable que aparezca muerta que viva. El 18 de diciembre de 2007, los fiscales de Aruba anunciaron que el caso se cerraba sin cargos contra los sospechosos nombrados anteriormente. La oficina del fiscal de Aruba reabrió el caso el 1 de febrero de 2008, después de recibir secuencias de un vídeo de Joran van der Sloot, bajo la influencia de la marihuana, haciendo declaraciones de que Holloway murió en la mañana del 30 de mayo de 2005, y que él se deshizo del cuerpo. Van der Sloot negó más tarde que lo que decía fuera cierto, y posteriormente le dijo a Greta Van Susteren en una entrevista que vendió a Holloway como esclava sexual, algo de lo que más tarde también se retractó.
La familia de Holloway ha criticado a los investigadores de Aruba durante todo el proceso por percibir falta de progreso en la búsqueda de Natalee. La familia también llamó a un boicot contra Aruba, que obtuvo el apoyo del entonces gobernador de Alabama, Bob Riley, pero no recibió un amplio respaldo.
El 17 de marzo del 2016, Joran van der Sloot confesó haberla asesinado en 2005, a pocos días de su desaparición.

«Siempre le he mentido a la policía, nunca les dije la verdad. Inventé tantas historias contra la policía, yo nunca dije todo. La policía nunca sabía lo que tenía que preguntarme. Creo que fue una de las peores investigaciones policiales. Incluso los detectives de los Países Bajos (¿Usted está hablando sobre el caso Holloway?). Sí, también soy culpable y acepto todo lo que he hecho», confesó Joran van der Sloot.

El 18 de octubre de 2023, después de ser extraditado a Estados Unidos para enfrentar un juicio de extorsión, van der Sloot volvió a confesar el asesinato de Natalee en su juicio.

## Vida

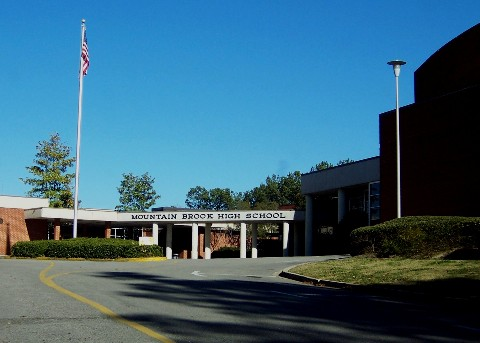
Holloway se graduó en la Escuela Secundaria Mountain Brook justo antes de viajar a Aruba.

Natalee Ann Holloway fue la primera de los dos hijos de David Edward y Elizabeth Ann (Beth) Holloway nació en Clinton, Misisipi. Sus padres se divorciaron en 1993, y ella y su hermano menor Mateo, fueron criados por su madre. En el 2000, Elizabeth Holloway se casó con George «Jug» Twitty, un prominente hombre de negocios de Alabama y Natalee se trasladó a Mountain Brook, Alabama. Holloway se graduó con honores en la Escuela Secundaria Mountain Brook. Fue miembro de la Sociedad Nacional de Honor, y del equipo de baile de la escuela, y participó en otras actividades extracurriculares. Según su familia, Holloway iba a asistir a la Universidad de Alabama con una beca completa, donde planeaba comenzar sus estudios de medicina.

## Desaparición
El jueves, 26 de mayo del 2005, Holloway y 124 compañeros de graduación del Mountain Brook High School, situado en un rico suburbio de Birmingham, Alabama, llegaron a Aruba pensando en quedarse un máximo de cinco días. Los graduados estuvieron supervisados por siete acompañantes. De acuerdo con el profesor y acompañante Bob Plummer, ellos se reunían con los estudiantes cada día para asegurarse de que todo estaba en orden. Sin embargo, Jodi Bearman el acompañante que organizó el viaje, dijo: «No se suponía que los acompañantes tenían que mantenerse al tanto de todos sus movimientos».
El comisario de la policía Gerold Dompig, que dirigió la investigación desde mediados de 2005 hasta 2006, describió el comportamiento de los estudiantes de Mountain Brook, afirmando que había «fiestas salvajes y mucha bebida. Sabemos que en el Holiday Inn les dijeron que no serían bienvenidos el próximo año. Natalee, como sabemos, bebió todo el día y todos los días. Tenemos declaraciones de que empezaba a beber cócteles desde la mañana, tanto así que no se presentó para el desayuno dos veces». Dos de las compañeras de clase de Holloway, Liz Cain y Fierman Claire, estuvieron de acuerdo en que estaba bebiendo de forma excesiva.
Holloway fue vista por última vez por sus compañeros de clase saliendo del club nocturno Carlos'n Charlie's aproximadamente a la 1:30 de la mañana del lunes 30 de mayo. Holloway fue vista con el joven de 17 años Joran van der Sloot, un estudiante con honores holandés que vive en Aruba y que asistía a la Escuela Internacional de Aruba, y sus dos amigos surinameses, Deepak Kalpoe de 21 años de edad y Satish Kalpoe de 18, en el coche de Deepak Kalpoe. Holloway, que tenía previsto volar a casa más tarde el 30 de mayo, no se presentó a su vuelo de regreso, y su equipaje completo y su pasaporte se encontraron en su habitación del hotel. Las autoridades de Aruba iniciaron la búsqueda de Holloway en toda la isla y las aguas circundantes, pero no la encontraron.

## Investigación
La investigación sobre la desaparición de Holloway comenzó poco después de que ella perdió su vuelo a casa. Fue ampliamente buscada en la isla de Aruba y las aguas de los alrededores, sobre todo en el mes siguiente a la desaparición. Diez personas han sido detenidas por su presunta implicación en el hecho, sin embargo, no se han presentado cargos contra nadie, y no hay sospechosos detenidos.

### A principios de la investigación
El 30 de mayo de 2005, inmediatamente después de la pérdida del vuelo de Holloway, su mamá Beth y su padrastro Jug Twitty viajaron a Aruba acompañados por varios amigos en un jet privado. Cuatro horas después de aterrizar en Aruba, los Twitty presentaron a la policía de Aruba el nombre y la dirección de Van der Sloot como la persona con quien Holloway salió de la discoteca. Beth Twitty declaró que el nombre completo de Van der Sloot le fue dado por el administrador nocturno del Holiday Inn, que supuestamente lo reconoció en un vídeo. Los Twitty y sus amigos, con dos policías de Aruba, fueron a la casa de Van der Sloot en busca de Holloway. Van der Sloot inicialmente negó conocer a Holloway, pero luego, con Deepak Kalpoe, que estaba presente, declaró que se dirigieron con Holloway a la zona del Faro California del área de Arashi Beach porque Holloway quería ver a los tiburones, y luego la llevaron a su hotel alrededor de las 2:00 de la mañana. Según Van der Sloot, Holloway se cayó cuando salió del coche, pero rechazó su ayuda. Luego se le acercó un hombre moreno con una camisa negra similar a la de los guardias de seguridad y ellos se fueron.

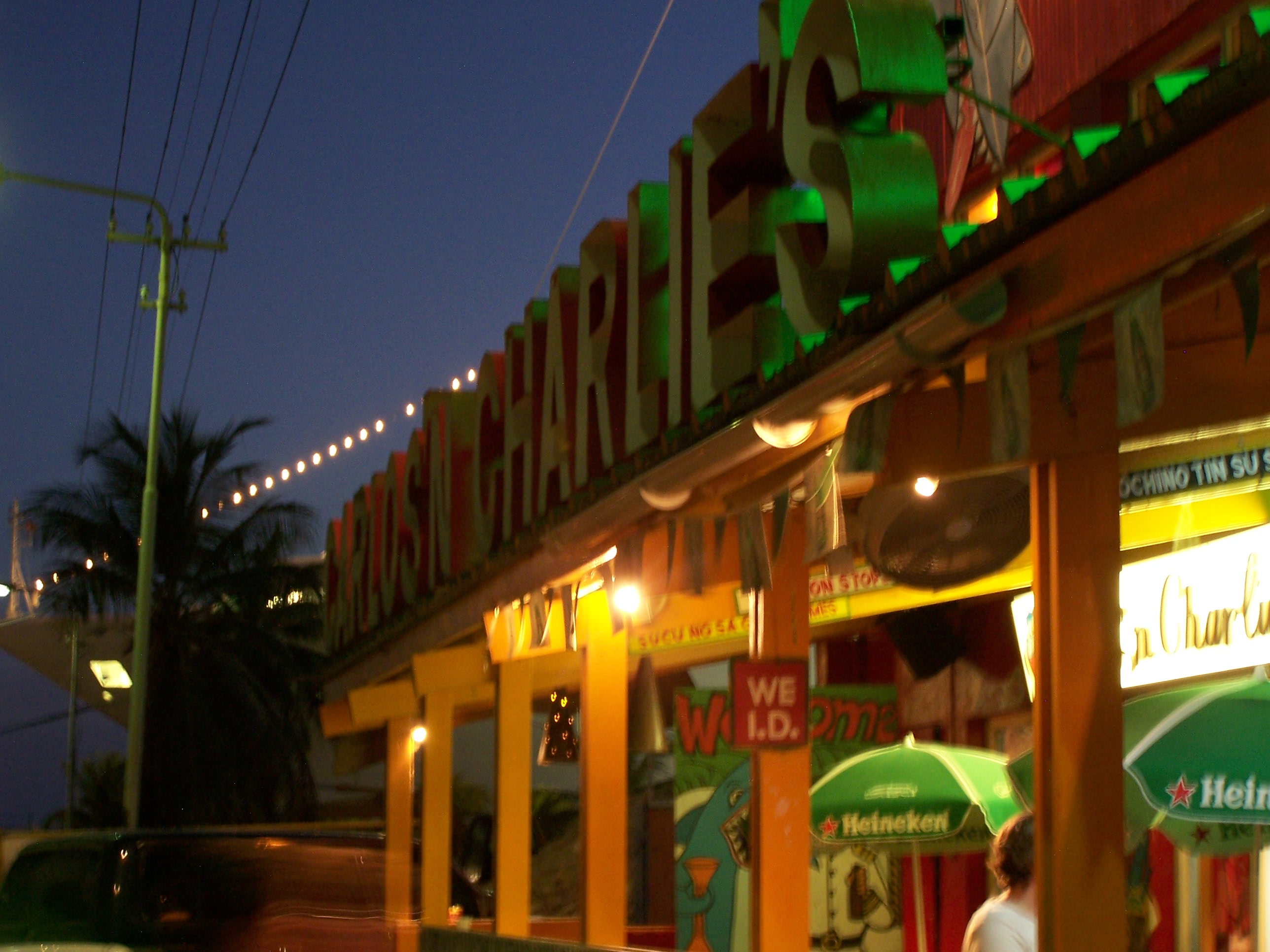
Carlos'n Charlie's, donde fue vista por última vez Holloway en Oranjestad, Aruba.

La búsqueda de Holloway comenzó poco después. Cientos de voluntarios de Aruba y de los Estados Unidos se unieron a la búsqueda. Durante los primeros días, el Gobierno de Aruba le dio a miles de funcionarios públicos el día libre para participar en la búsqueda. Cincuenta infantes de la marina holandesa llevaron a cabo una búsqueda extensa en la costa. Los bancos de Aruba recaudaron $20.000 y prestaron apoyo a los equipos de voluntarios de búsqueda. Beth Twitty recibió alojamiento gratuito, primeramente en el Holiday Inn en la habitación donde se quedó su hija, y luego en el cercano Hotel Wyndham, donde se quedó en la suite presidencial.
Los informes indican que Holloway no apareció en ninguna secuencia de las cámaras de seguridad del vestíbulo del hotel durante el transcurso de la noche, sin embargo, Beth Twitty ha hecho diferentes declaraciones sobre si las cámaras estaban trabajando realmente esa noche. Según un comunicado de 19 de abril de 2006, hecho por ella, las cámaras de seguridad en el Holiday Inn no estaban trabajando la noche que Holloway desapareció. Twitty ha hecho otras declaraciones que indican que estaban trabajando, y así lo ha declarado en su libro. En cualquier caso, según el policía Jan van der Straten, jefe inicial de la investigación hasta su jubilación en 2005, Holloway no tenía que pasar por el vestíbulo para volver a su habitación.
La búsqueda de evidencia física fue amplia y, en ocasiones, sujeta a pistas falsas, por ejemplo, una posible muestra de sangre tomada del coche de Deepak Kalpoe, la prueba se realizó pero terminó no siendo sangre.
Hubo gran participación de los funcionarios estadounidenses desde los primeros días de la investigación. La secretaria de Estado, Condoleezza Rice, declaró a los periodistas que Estados Unidos estaba en contacto permanente con las autoridades de Aruba.

### Arresto del 2005
El 5 de junio, la policía detuvo a Nick Jhon y Abraham Jones, exguardias de seguridad del cercano Hotel Allegro, bajo sospecha de asesinato y secuestro. La razón inicial de su detención no ha sido revelada oficialmente, sin embargo, según informes de prensa, lo que dijo Van der Sloot y declaraciones de los Kalpoe pueden haber sido un factor en los arrestos. Los informes también indican que los dos exguardias eran conocidos por ir a hoteles para recoger mujeres, y al menos uno de ellos tuvo un incidente previo con la policía. John y Jones fueron puestos en libertad el 13 de junio sin cargo alguno.

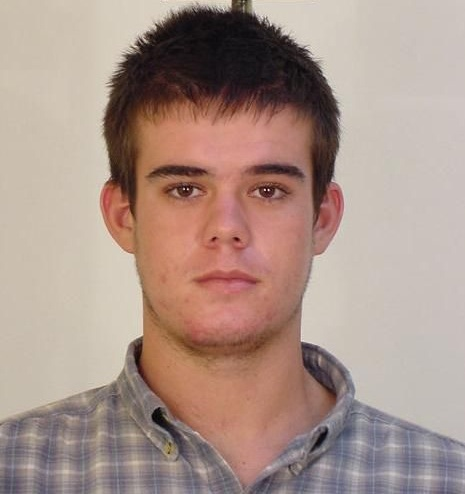
Foto policial de Joran van der Sloot.

El 9 de junio del 2005, Van der Sloot y los hermanos Kalpoe fueron arrestados bajo sospecha de secuestro y asesinato de Holloway. Las leyes en Aruba permiten la detención por sospecha grave de los investigadores, para mantener al sospechoso en custodia, una creciente carga de pruebas deberá haberse reunido posteriormente. Según Dompig, la atención se centró en estos tres sospechosos desde el primer momento. Indicó que la vigilancia comenzó tres días después de que Holloway fue reportada como desaparecida, e incluyó vigilancia, escucha de llamadas telefónicas, e incluso el seguimiento sus correos electrónicos.
Dado que la investigación continuó, el 11 de junio, David Cruz, vocero del Ministro de Justicia de Aruba, dijo que Natalee Holloway estaba muerta y las autoridades conocían la ubicación de su cuerpo. Cruz más tarde se retractó, diciendo que había sido víctima de una campaña de desinformación. Esa noche, supuestamente, Dompig dijo a The Associated Press que uno de los hombres detenidos admitió que algo malo le sucedió a Holloway cuando la llevaron a la playa, y que el sospechoso había llevado a la policía a la escena. A la mañana siguiente un portavoz de la fiscalía, Vivian van der Biezen, se negó a confirmar o negar la acusación, limitándose a afirmar que la investigación estaba en un momento muy importante.
El viernes 17 de junio, una cuarta persona, más tarde identificada como disc jockey, Steve Gregory Croes, también fue detenido. Van der Straten dijo a la prensa que «Croes fue detenido por la base de información de uno de los otros tres detenidos». El 22 de junio la policía de Aruba detuvo a Paulus van der Sloot, el padre de Joran van der Sloot, para un interrogatorio. Se ordenó que se liberaran a ambos, Croes y Paulus, el 26 de junio.
Durante este período las historias del resto de detenidos sospechosos fueron cambiando. Los tres sospechosos indicaron que Van der Sloot y Holloway fueron dejados en la playa del Hotel Marriott cerca de las chozas de los pescadores. Van der Sloot dijo que no hizo daño a Holloway, pero la dejó en la playa. Según el abogado de Satish Kalpoe, David Kock, la última llamada de Van der Sloot a Deepak Kalpoe fue para decir que caminaba a su casa, y le envió un mensaje de texto cuarenta minutos más tarde.
El lunes, 4 de julio, después de las audiencias ante un juez, Deepak y Satish Kalpoe fueron liberados, pero Joran van der Sloot fue detenido durante otros sesenta días.

### Los sospechosos detenidos y liberados de nuevo

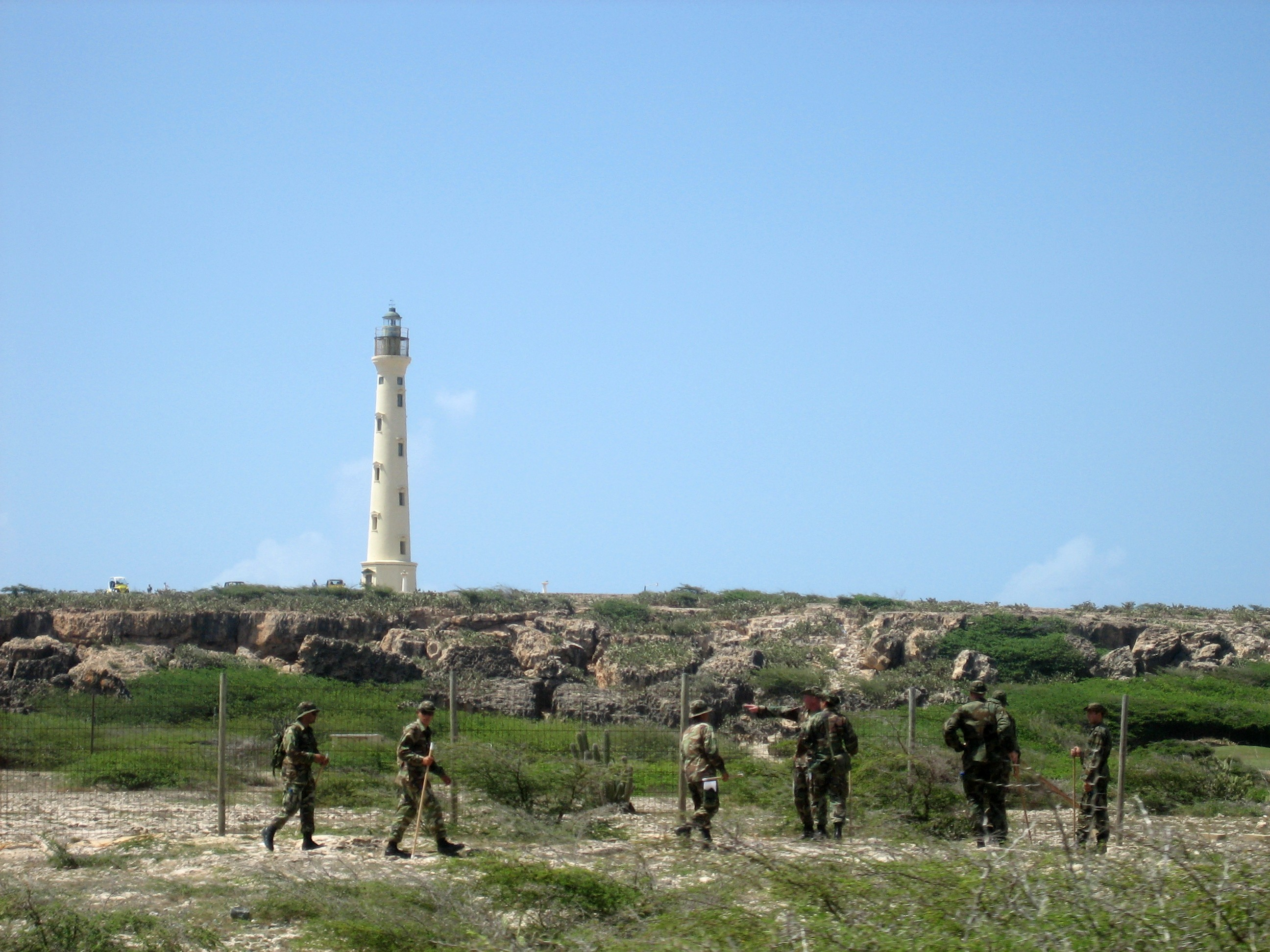
Soldados de la Marina holandesa buscando a Holloway cerca del Faro California.

El 4 de julio, la Real Fuerza Aérea Holandesa desplegó tres aviones F-16 equipados con sensores infrarrojos para ayudar en la búsqueda, sin resultados iniciales. En marzo del 2006 se informó que las fotos de satélite fueron comparadas con las fotografías tomadas más recientemente (presumiblemente de los F-16) en un intento de encontrar cambios inesperados de tierra que pudieran ser la tumba de Holloway.
Un pequeño estanque cerca del Aruba Racquet Club de la playa del Hotel Marriott fue drenado en parte, entre el 27 y 30 de julio de 2005, después de que un individuo (el jardinero) lo dio a conocer. De acuerdo con Jug Twitty, el jardinero afirmó haber visto a Joran van der Sloot tratando de ocultar su rostro, conduciendo por el Racquet Club con los hermanos Kalpoe en la mañana del 30 de mayo entre las 2:30 y las 3:00 a. m. Nancy Grace describe al jardinero como «el hombre cuyo testimonio abre grietas en el caso». Otro individuo (el corredor) afirmó haber visto a los hombres enterrar a una mujer rubia en un vertedero en la tarde del 30 de mayo. La policía había buscado en el vertedero en los días después de la desaparición de Holloway. El vertedero se registró otras tres veces después de las declaraciones del corredor, incluyendo una búsqueda por el FBI con perros para rastrear el cadáver. Las búsquedas fueron infructuosas.
El 25 de julio de 2005, la recompensa por el regreso seguro de Holloway se incrementó de 200.000 a 1.000.000 dólares, con una recompensa de 100.000 dólares por información que conduzca a la ubicación de sus restos. A raíz de la desaparición de Holloway, una recompensa de 50.000 dólares se había establecido para su regreso. En agosto de 2005, la recompensa por información sobre sus restos se incrementó de 100.000 a 250.000 dólares.
El FBI anunció que las autoridades de Aruba le habían proporcionado documentos, entrevistas con sospechosos, y otras pruebas. Un grupo de la policía de Aruba y la oficina del fiscal viajó al laboratorio central del FBI en Quantico, Virginia, para consultar con los investigadores estadounidenses. Después un pedazo de cinta adhesiva se encontró con hebras de pelo rubio que se le atribuían a Holloway, las muestras se evaluaron tanto en un laboratorio holandés como en Quantico. Más tarde el FBI anunció que el pelo no era de Holloway.
Los hermanos Kalpoe fueron arrestados de nuevo el 26 de agosto junto con otro nuevo sospechoso. Según su abogado, Freddy Arambatzis de 21 años de edad, era sospechoso de tomar fotografías y tener contacto físico con un menor de edad, un incidente que supuestamente ocurrió antes de la desaparición de Holloway y en la que amigos de Arambatzis, Van der Sloot y los hermanos Kalpoe, supuestamente estaban involucrados. La madre de Van der Sloot, Anita van der Sloot, declaró: «Es un intento desesperado por llegar a que los niños hablen. Pero no hay nada de qué hablar». Aunque ninguna explicación pública se hizo entonces para las nuevas detenciones de los Kalpoe, Dompig dijo que se trataba de un intento sin éxito de presionar a los hermanos Kalpoe para que confesaran.
El 3 de septiembre de 2005, los cuatro sospechosos detenidos fueron puestos en libertad por un juez a pesar de los intentos de la fiscalía para mantenerlos en custodia, con la condición de que permanezcan a disposición de la policía. Posteriormente, el 14 de septiembre, todas las restricciones les fueron removidas por la Corte de Apelaciones combinada de las Antillas Neerlandesas y Aruba.
En los meses después de su liberación, Joran van der Sloot concedió varias entrevistas, ampliando su versión de los hechos, sobre todo una larga entrevista para «On The Récord» que se emitió durante tres noches en marzo de 2006. Durante la entrevista, Van der Sloot indicó que Holloway quería tener sexo con él, pero no lo hizo porque no tenía un condón. Van der Sloot dijo que Holloway quería quedarse en la playa, pero que había que ir a la escuela por la mañana. Según Van der Sloot, él fue recogido por Satish Kalpoe alrededor de las 3:00 de la mañana, dejando a Holloway sentada en la playa. En agosto de 2005, David Kock, abogado de Satish Kalpoe, afirmó que su cliente había ido a dormir, y no había vuelto a ver a Van der Sloot ese día. Van der Sloot dijo que estaba un poco avergonzado de haber dejado a una mujer joven sola en la playa, aunque fuese a petición propia.
El FBI y las autoridades de Aruba entrevistaron (o en algunos casos, re-entrevistaron) a varios de los compañeros de graduación de Holloway en los Estados Unidos en enero de 2006. El 17 de enero de 2006, la policía de Aruba registró dunas de arena en la costa noroeste del país en busca del cuerpo de Holloway, así como zonas cercanas a la playa Marriott. Las búsquedas también tuvieron lugar en marzo y abril de 2006, sin resultados.
Poco antes de abandonar el caso, Dompig concedió una entrevista al corresponsal de la CBS Troy Roberts, que fue transmitido el 25 de marzo de 2006. En esa entrevista, Dompig dijo que ahora cree que Holloway probablemente murió por el alcohol y autoconsumo y/o intoxicación por drogas, no fue asesinada, y que alguien más escondió su cuerpo. Dompig también declaró que Aruba ha gastado cerca de tres millones de dólares en la investigación, alrededor del 40 % del presupuesto operativo de la policía. Dompig indicó que existe evidencia de posesión (aunque no necesariamente de uso) de drogas por parte de Holloway. Mientras tanto los miembros de su familia han negado el uso de drogas por Holloway.
El 11 de abril del 2006, Dave Holloway publicó un libro, escrito conjuntamente con dos escritores de Aruba: La trágica historia inédita de Natalee Holloway y la corrupción en el Paraíso.

### Detención de nuevos sospechosos en el 2006, los holandeses se hacen cargo de la investigación
El 15 de abril de 2006, Geoffrey von Cromvoirt fue arrestado por las autoridades de Aruba bajo sospecha de delitos relacionados con el tráfico ilegal de estupefacientes que, según el fiscal, podría haber estado relacionado con la desaparición de Holloway. En su primera audiencia judicial, su detención se prolongó durante ocho días. Sin embargo, Von Cromvoirt fue liberado el 25 de abril de 2006. Además, otro individuo con las iniciales «PR» fue detenido el 22 de abril de 2006, pero fue puesto en libertad el mismo día.
El 17 de mayo de 2006 otro sospechoso, Guido Wever, hijo de un político de Aruba, fue detenido en los Países Bajos bajo sospecha de ayudar en el secuestro, maltrato y asesinato de Holloway. Wever fue interrogado durante seis días en Utrecht. Aunque al principio los fiscales de Aruba solicitaron su traslado a la isla, fue puesto en libertad en un acuerdo entre el fiscal y el abogado de Wever.
A petición de Aruba, Países Bajos se hizo cargo de la investigación. Un equipo de la Policía Nacional holandesa comenzó a trabajar en el caso en septiembre de 2006 tras recibir la extensa documentación del caso en Róterdam. El 16 de abril de 2007, un equipo combinado de Aruba y Holanda retomó la investigación en Aruba.

### Libro, búsqueda e inspección
Un libro de Joran van der Sloot y el reportero Zvezdana Vukojević, De Zaak Natalee Holloway (El caso de Natalee Holloway) se publicó en holandés en abril de 2007. En el libro, Van der Sloot da su punto de vista de la noche en que Holloway desapareció y el frenesí de los medios que siguieron la búsqueda. Él admite, y se disculpa por sus mentiras iniciales, pero mantiene su inocencia.
El 27 de abril de 2007, una nueva búsqueda en la que participaron unos veinte investigadores, se puso en marcha en la residencia de la familia Van der Sloot en Aruba. Autoridades neerlandesas realizaron búsquedas en el patio y el área circundante, usando palas y barras metálicas delgadas para penetrar en la tierra. El portavoz de la fiscalía, Van der Biezen declaró que: «La investigación nunca se ha detenido y las autoridades holandesas están completamente en el caso al tanto de nuevas indicaciones». Un comunicado de la oficina del fiscal dijo que: «El equipo tiene indicaciones que justifican una búsqueda más exhaustiva». Los investigadores no hicieron ningún comentario sobre lo que impulsó la nueva búsqueda, excepto que no estaba relacionada con el libro de Van der Sloot. De acuerdo con Paulus van der Sloot, «no fue encontrado nada sospecho», y todo lo que había, fue un diario de notas de suyo y de su esposa, y su computador personal, que fue devuelto posteriormente.
De acuerdo con Jossy Mansur, jefe de redacción del Diario de Aruba, los investigadores siguieron las declaraciones formuladas durante los primeros interrogatorios por los sospechosos en relación con las llamadas realizadas y los correos electrónicos enviados entre los hermanos Kalpoe y Joran van der Sloot. También dijo que los investigadores podrían haber examinando un ordenador portátil en la casa.

### Nuevas detenciones en el 2007
Con los investigadores de Aruba citando lo que se describió como prueba recién descubierta, Joran van der Sloot, Satish y Deepak Kalpoe fueron arrestados de nuevo el 21 de noviembre de 2007, bajo sospecha de haber participado en el «homicidio involuntario y graves daños físicos que resultaron en la muerte de Holloway». Van der Sloot fue detenido por las autoridades neerlandesas en los Países Bajos, mientras que los hermanos Kalpoe, fueron detenidos en Aruba. Van der Sloot posteriormente regresó a Aruba y fue encarcelado.
En noviembre de 2007, Dave Holloway anunció una nueva búsqueda de su hija, sondeando el mar más allá de los 330 pies (100 m) de profundidad en los que las búsquedas anteriores habían tenido lugar. Esa búsqueda, mediante un buque llamado Persistence, fueron abandonadas, debido a la falta de fondos, a finales de febrero del 2008, sin ningún hallazgo significativo encontrado.
El 30 de noviembre de 2007, un juez ordenó la liberación de Satish y Deepak Kalpoe, a pesar de los intentos de la fiscalía para ampliar su detención, Los dos hermanos fueron puestos en libertad al día siguiente. La fiscalía apeló la liberación de los Kalpoe. Dicho recurso fue rechazado el 5 de diciembre de 2007, con el escrito de la corte: «A pesar de caras y largas investigaciones sobre su desaparición y las personas que podrían estar involucradas, el expediente contra los sospechosos no contiene indicaciones directas de que Natalee falleció a causa de un delito violento». Van der Sloot fue puesto en libertad sin cargos el 7 de diciembre de 2007, debido a la falta de pruebas que lo implicaran en el caso, así como la falta de evidencia de que Holloway murió como consecuencia de un delito violento. La fiscalía indicó que no apelará la decisión.
El 18 de diciembre de 2007, el fiscal Hans Mos declaró oficialmente cerrado el caso, y que no se presentarían cargos por falta de pruebas. La fiscalía indicó que continuaba su interés en los Kalpoe y en Joran van der Sloot (aunque ya no son legalmente sospechosos), y alegó que uno de los tres, en un mensaje de chat había declarado que Holloway estaba muerta. Esto fue acaloradamente impugnado por el abogado de Deepak Kalpoe, quien declaró que la acusación, en la traducción del papiamento al holandés, había interpretado mal una referencia a un maestro que se había ahogado. El procurador Ronald Wix también declaró que: «A menos que encuentren el cuerpo en el baño de uno de estos niños, no hay manera de que puedan arrestarlos más».

### Cámaras secretas y declaraciones
El 31 de enero de 2008, el reportero holandés Peter R. de Vries afirmó que había resuelto el caso de Holloway. De Vries dijo que le diría a todos en un programa especial en la televisión holandesa el 3 de febrero. El abogado de Beth Twitty, John P. Kelly, dijo a ABC News que había poca fe en que la supuesta evidencia sería fundamental para el caso y sugirió que sería rápidamente desmentido.
El 1 de febrero, los medios de comunicación holandeses informaron que Joran van der Sloot hizo una confesión respecto de la desaparición de Natalee Holloway. Más tarde ese día, Van der Sloot dijo que le estaba diciendo a la persona lo que él quería oír, y que él no tenía ningún papel en su desaparición. Ese mismo día, la oficina del fiscal de Aruba anunció la reapertura del caso.
La emisión salió al aire el 3 de febrero de 2008. La transmisión incluyó extractos de un material grabado por las cámaras y micrófonos ocultos en el vehículo de Patrick van der Eem, un empresario holandés, que ganó la confianza de Van der Sloot. Van der Sloot fue visto fumando marihuana y diciendo que él estaba con Holloway cuando empezó a tener convulsiones, y luego dejó de responder. Van der Sloot dijo que trató de reanimarla, sin éxito. Dijo que llamó a un amigo, que le dijo a Van der Sloot que se fuera a casa y que se deshiciera del cadáver.
La oficina del fiscal en Aruba intentó obtener una orden de arresto contra Van der Sloot basada en las grabaciones, sin embargo, un juez denegó la petición. El fiscal apeló la negativa, pero la apelación fue rechazada el 14 de febrero de 2008. El tribunal de apelaciones consideró que las declaraciones en la cinta eran incompatibles con las pruebas del caso y no fueron suficientes para detener a Van der Sloot.
El 8 de febrero del 2008, Van der Sloot se reunió con los investigadores de Aruba en los Países Bajos. Van der Sloot negó que lo que dijo en la cinta fuese cierto, afirmando que él estaba bajo la influencia de la marihuana en ese momento. Van der Sloot mantuvo que dejó a Holloway en la playa.
En marzo de 2008, reportes de prensa indicaron que las pruebas las habían obtenido con Van der Eem, que fue grabando en secreto después de dar una entrevista para la televisión de Aruba. Van der Eem, creyendo que las cámaras se habían apagado, siguió hablando. Van der Eem reveló que había sido amigo de Van der Sloot durante años (contradiciendo la declaración de De Vries de que había conocido a Van der Sloot en 2007), que espera convertirse en millonario por su participación en el caso Holloway, y que él conocía a la persona que supuestamente eliminó el cuerpo de Holloway y que Van der Sloot le había pedido dos mil euros para comprar el silencio del hombre. De acuerdo con el servicio de noticias holandés ANP, Van der Eem, que ya había firmado un contrato editorial, «estaba furioso» tras conocer la grabación, y «amenazó» al entrevistador, quien buscó asesoría legal. El libro de Van der Eem Overboord (Al agua), coescrito con E.E. Byars, fue lanzado (en holandés) el 25 de junio de 2008. Van der Eem fue detenido el 13 de diciembre de 2008 en los Países Bajos por presuntamente golpear a su novia con una palanca y huir de la policía.
La emisión de De Vries fue discutida en un seminario por el psicólogo jurídico holandés Willem Wagenaar Albert, quien indicó que los estados no constituyen una confesión. Wagenaar criticó a De Vries por la difusión del material, indicando que hacía más difícil obtener una condena, y que De Vries debió entregar el material a las autoridades. Wagenaar opinó que no sólo es un caso no resuelto, ni siquiera es claro que se cometió un delito. El profesor Brantas Crisje, en el mismo seminario, también criticó los métodos de De Vries.
El 24 de noviembre de 2008, On the Récord emitió una entrevista con Van der Sloot en la que alega que él vendió a Holloway a la esclavitud sexual, y que en el momento de recibir el dinero Holloway fue tomada, y más tarde se mantuvo tranquila. Van der Sloot también alegó que pagó a los hermanos Kalpoe por su ayuda, y que su padre pagó a dos policías que habían ayudado a que Holloway fuera trasladada a Venezuela. Van der Sloot más tarde se retractó de las declaraciones formuladas en la entrevista. En el programa también se emitió parte de una grabación de audio proporcionada por Van der Sloot, que afirmó era una conversación telefónica entre él y su padre, en la que el padre muestra su conocimiento de la supuesta participación de su hijo en el tráfico de personas. De acuerdo a Mos, esta voz que fue escuchada en la grabación no es la de Paulus van der Sloot, el diario holandés De Telegraaf dio informes de que es casi seguro que la voz sea del padre de Joran van der Sloot, tratando de hablar en un tono más bajo. Paulus van der Sloot murió de un ataque al corazón el 10 de febrero de 2010.
El 20 de marzo de 2009, Dave Holloway voló con un perro de búsqueda a Aruba para buscar en un pequeño embalse en el norte de Aruba, previamente identificado por un testigo como una posible ubicación de los restos de Natalee. Las autoridades de Aruba indicaron que no tenían nueva información sobre el caso, pero que habían dado permiso a Holloway para llevar a cabo la búsqueda.
Otras búsquedas submarinas, se llevaron a cabo por las autoridades de Aruba en marzo de 2010 después de que una pareja estadounidense informó que mientras buceaba habían fotografiado lo que pensaban que podrían ser restos humanos, posiblemente los de Holloway. Las autoridades de Aruba enviaron buzos para investigar, pero los restos no fueron encontrados.

### Cargos en contra de Van der Sloot en el 2010

#### Cargos de extorsión y de fraude en Estados Unidos
Alrededor del 29 de marzo de 2010, Van der Sloot supuestamente se puso en contacto con John Q. Kelly, representante legal de Beth Twitty, con una oferta para revelar la localización del cuerpo de Holloway y las circunstancias que rodearon su muerte por un anticipo de 25 000 dólares de un total de 250 000 dólares. Después de que Kelly notificó a la Oficina Federal de Investigaciones, se adoptaron las medidas necesarias para proceder con la transacción. El 10 de mayo, Van der Sloot supuestamente tenía 15 000 dólares transferidos a su cuenta en los Países Bajos, tras la recepción de 10 000 dólares en efectivo grabada en vídeo por investigadores encubiertos en Aruba. La Administración de Estado dijo que la información que ofreció a cambio era falsa porque la casa en la que dijo que estaba el cuerpo de Holloway fue localizada y aún no había sido construida en el momento de su desaparición. El 3 de junio, Van der Sloot fue acusado en la Corte del Distrito del norte de Alabama en EE. UU. por extorsión y fraude electrónico. El fiscal estadounidense Joyce Vance obtuvo una orden de detención y la remitieron a la Interpol. Van der Sloot fue acusado de los cargos el 30 de junio.
El 4 de junio, a petición del Departamento de Justicia de los EE. UU., las autoridades allanaron y confiscaron elementos de dos viviendas en los Países Bajos, una de ellas perteneciente al reportero Jaap Amesz que había entrevistado previamente a Van der Sloot y notificó de sus actividades delictivas. Los investigadores en Aruba utilizaron la información obtenida de la extorsión para lanzar una nueva búsqueda en una playa, pero no fueron encontradas nuevas pruebas. Dave Holloway volvió a Aruba el 14 de junio para perseguir posibles nuevas pistas.

#### Asesinato y robo en Perú

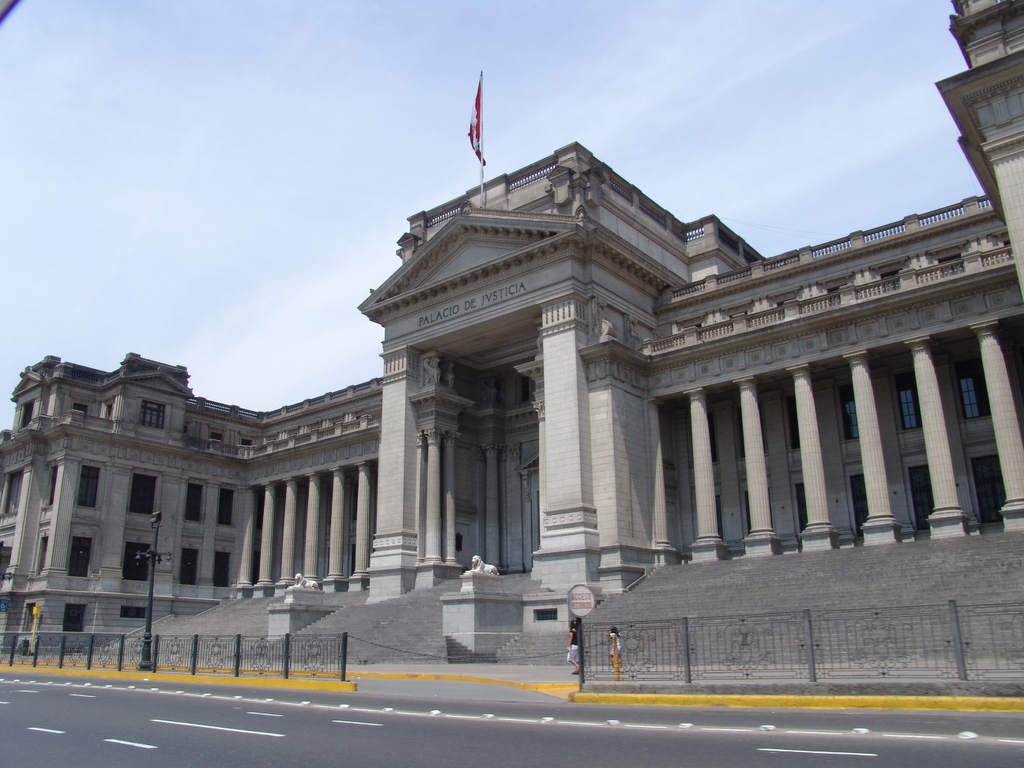
El Palacio de Justicia de Lima, donde Van der Sloot fue acusado de asesinato.

Stephany Tatiana Flores Ramírez, una estudiante de negocios de 21 años de edad, fue reportada como desaparecida en Lima, Perú el 30 de mayo de 2010 y fue encontrada muerta tres días después en una habitación de un hotel registrada a nombre de Van der Sloot. Fue detenido el 3 de junio en Chile y deportado a Perú al día siguiente. El 7 de junio de 2010, las autoridades peruanas, dijeron que Van der Sloot confesó haber matado a Flores Ramírez después de que perdió los estribos porque ella accedió a su ordenador portátil sin su permiso y encontró información que lo vinculan a la desaparición de Holloway. El jefe de policía César Guardia dijo que Van der Sloot había dicho a la policía peruana que él sabe dónde está el cuerpo de Holloway y se ofreció a ayudar a las autoridades de Aruba a encontrarlo. Sin embargo, Guardia indicó que el interrogatorio se limitó a su caso en el Perú, y que las cuestiones sobre la desaparición de Holloway se evitaron. El 11 del junio, Van der Sloot fue acusado en la Corte Superior de Lima de asesinato en primer grado y robo. El 15 de junio, Aruba y las autoridades peruanas anunciaron un acuerdo para cooperar y permitir que los investigadores de Aruba entrevistaran a Van der Sloot en el Perú. El 13 de enero de 2012 él fue sentenciado a 28 años de prisión en Perú por matar a Stephany Flores y saldrá en junio de 2040.

## Participación de Beth Twitty
Beth Twitty presuntamente dijo en entrevistas televisadas que Joran van der Sloot y los hermanos Kalpoe parecen saber más de lo que han dicho, y que por lo menos uno de ellos atacó sexualmente o violó a su hija. Twitty indicó que ella recibió copias de las declaraciones de la policía diciendo que Joran van der Sloot admitió tener relaciones sexuales con Holloway en su casa y se describen detalles íntimos de ella. Ella nunca ha publicado copias de la supuesta declaración, aunque las describe como la admisión de un «asalto sexual». Por otra parte Vinda de Sousa, ex-abogada de la familia Holloway Twitty en Aruba, ha indicado que no se hizo esa admisión. Además, Dompig negó que tal declaración se hizo, afirmando que Van der Sloot y los hermanos Kalpoe negaron tener relaciones sexuales con Holloway.
El 12 de junio de 2005, tres días después de la detención de Joran van der Sloot y de los hermanos Kalpoe, y en respuesta a un discurso televisado del primer ministro de Aruba, Nelson Oduber, reafirmando el compromiso de Aruba para resolver el caso, Twitty dijo: «No he obtenido ninguna respuesta». Y añadió: «No noto más avances que cuando llegué aquí». Twitty ha declarado posteriormente que sus quejas no fueron dirigidas específicamente al Gobierno de Aruba, sino que surgieron de la frustración de no saber qué pasó con su hija.
El 5 de julio de 2005, tras la liberación inicial de los Kalpoe, Twitty dijo: «Dos sospechosos que fueron liberados ayer, estuvieron involucrados en un crimen violento en contra de mi hija», y se refirió a la Kalpoe como «criminales». Una manifestación en la que participaron unos doscientos habitantes de Aruba se llevó a cabo en la noche en las afueras de la corte, en Oranjestad, con enojo por los comentarios de Twitty, con pancartas que decían: «Inocente hasta que se demuestre su culpabilidad» y «Respete las leyes holandesas o váyase a casa». El 8 de julio de 2005, y después de que el abogado de Satish Kalpoe la amenazó con acciones legales por sus acusaciones, que calificó de «perjudiciales, infamatorias, calumniosas, y totalmente indignantes», Twitty leyó una declaración donde decía que sus comentarios fueron alimentados por «la desesperación y la frustración» y que ella se disculpa con el pueblo de Aruba y las autoridades de Aruba porque ni mi familia ni yo hemos querido ofenderlos de ninguna manera.
Twitty fue criticada por enfocarse solamente en Joran van der Sloot y los hermanos Kalpoe, con exclusión de cualquier otra teoría sobre lo que pasó con Holloway. Según la demanda presentada por los hermanos Kalpoe, dijeron que Twitty (en programas de televisión) varias veces los acusan a ellos y a Joran van der Sloot, de «asalto sexual» y «violación en grupo» de su hija.
Twitty también fue criticada por hacer lo que han sido consideradas inconsistentes y contradictorias declaraciones (por ejemplo, sobre si había cámaras de seguridad que operaban en el hotel). Según Julia Renfro, editora del periódico de orientación turística de Aruba, Aruba Today, nacida en Estados Unidos, quien hizo amistad con Twitty en los primeros días de la investigación, Twitty entró en el juego de la televisión sensacionalista y su comportamiento «fue extraño desde el primer momento». Renfro señaló que «Twitty inmediatamente llegó a la conclusión de que su hija había sido secuestrada y no hizo ningún esfuerzo para comprobar en los hospitales o en la policía, agregando que en un par de días, después de fijar la responsabilidad en Joran van der Sloot, Twitty le estaba diciendo a los entrevistadores de televisión que ella sabía que su hija había sido violada y asesinada».
A raíz de la transmisión del programa de De Vries, Beth Twitty, adhiriéndose a la posición de que las cintas representan la manera en que ocurrieron los acontecimientos, le dijo al New York Post que ella cree que su hija pudiera seguir con vida si Van der Sloot hubiera llamado para pedir ayuda. Ella sostiene que Van der Sloot arrojó el cuerpo de Holloway, posiblemente con vida, en el Caribe. Twitty también alega que el individuo al que Joran van der Sloot supuestamente llamó esa noche fue su padre, Paulus. Ella, y Dave Holloway, alegaron que Joran van der Sloot estaba recibiendo «favores especiales de los jueces». Después que la decisión judicial de no rearrestar a Van der Sloot fue confirmada, Twitty declaró: «Creo que lo que hago me consuela, mi vida es un infierno», añadiendo después: «Estaría de acuerdo con una prisión tipo Midnight Express en cualquier lugar para Joran».
En el libro de Beth Twitty Amada Natalee: testamento de esperanza y fe de una madre, publicado bajo el nombre de «Beth Holloway», que retomó después de su divorcio de Jug Twitty, y que fue lanzado el 2 de octubre de 2007, escribe:
-¿Que qué queremos? Queremos justicia. Usted sabe, y tenemos que reconocer el hecho de que usted sabe, este delito se ha cometido en la isla de Aruba, y sabemos quiénes son los autores. Sabemos que son los sospechosos Deepak, Satish y Joran. Y usted sabe, sólo tenemos, sin embargo, que seguir adelante, Nancy, ya que la única forma de obtener justicia para Natalee es si seguimos adelante. Quiero decir, si nos damos por vencidos, absolutamente nada va a suceder. Nada.
En respuesta a la desaparición de Holloway, Twitty creó la Fundación Internacional de Viajes Seguros, una organización sin fines de lucro diseñada para informar y educar al público, para ayudarles a tener mayor seguridad en los viajes internacionales. En abril de 2010, Holloway anunció planes para un servicio llamado «Mayday 360», para intervenir de inmediato cuando los jóvenes estén en problemas en el extranjero. Dijo que si fuese necesario, exagentes federales con el conocimiento específico de un país podrían ser enviados allí. En mayo de 2010, anunció que el Centro de Recursos de Natalee Holloway abriría en el Museo Nacional de Crimen y Castigo, ubicado en Washington D. C. El Centro abrió sus puertas el 8 de junio para ayudar a las familias de personas desaparecidas.
Aunque Twitty ha hecho apariciones en televisión, y como surgieron novedades en el caso, ella es actualmente objeto de una directiva del FBI de no discutir el caso de su hija o el de Stephany Flores Ramírez.

## Críticas a la investigación

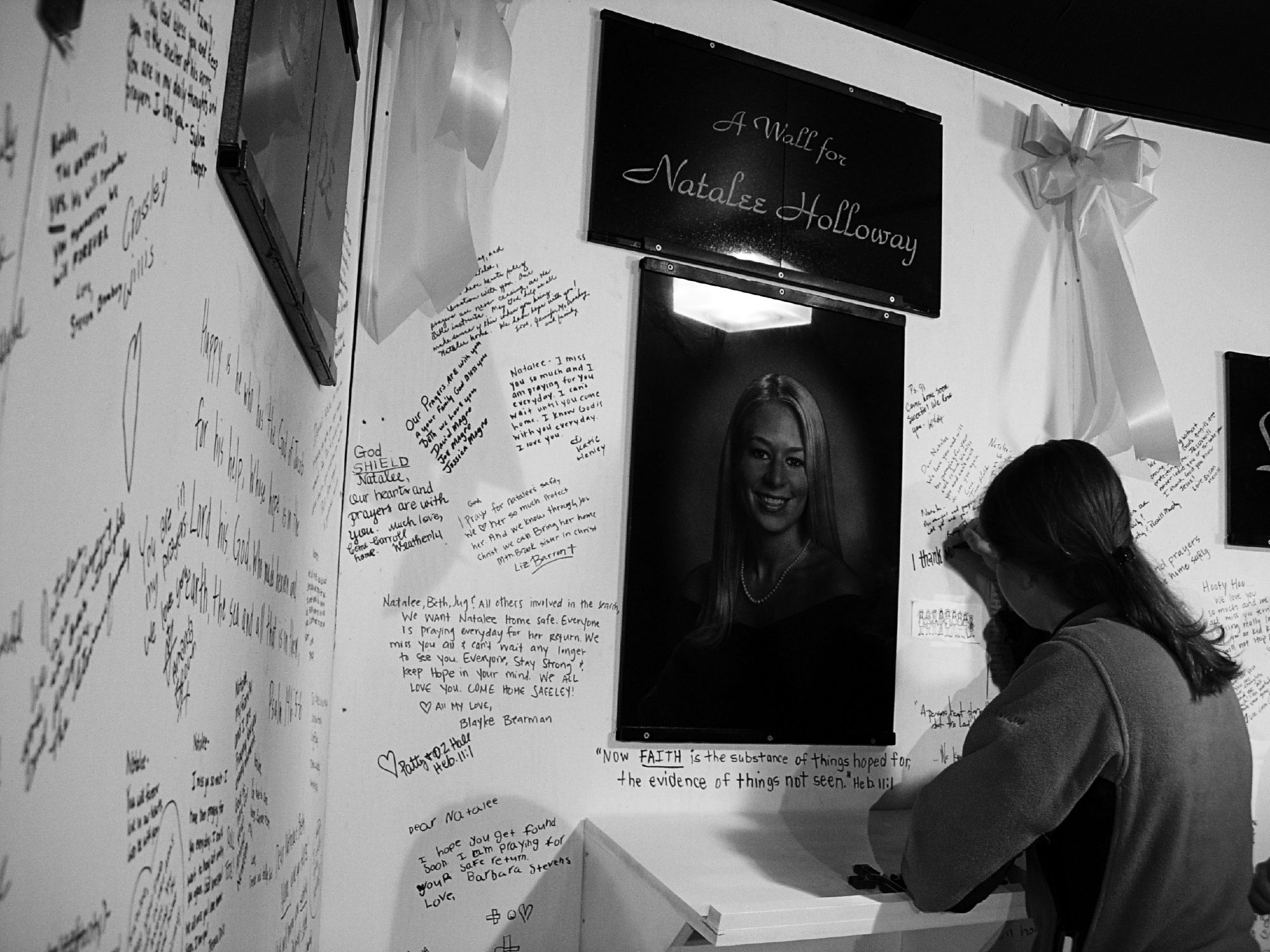
Una joven en un muro de oración levantado en apoyo a Holloway.

Los Twitty y sus partidarios han criticado una supuesta falta de progreso de la policía de Aruba. Acciones propias de los Twitty en Aruba también fueron criticadas, y fueron acusados de manera activa de asfixiar todas las pruebas que puedan impugnar el carácter de Holloway pidiéndole a sus compañeros de estudios guardar silencio sobre el caso y el uso de su acceso a los medios de comunicación para impulsar su propia versión de los acontecimientos. Los Twitty lo negaron.
Si bien inicialmente los Twitty alentaron a un boicot de los viajes a Aruba, esto cambió en septiembre de 2005. Beth Twitty instó a las personas a que no viajaran a Aruba y a otros territorios holandeses, porque, según dijo, eran cuestiones de seguridad turística. El gobernador de Alabama, Bob Riley, acompañado por los Twitty, instó a Alabama y a otros a boicotear a Aruba, el 8 de noviembre de 2005, en una conferencia de prensa. Riley también escribió a otros gobernadores de los Estados Unidos en busca de su apoyo y los gobernadores de Georgia y Arkansas se unieron finalmente en la convocatoria de boicot. Los gobernantes de Filadelfia y Pennsylvania, también fueron llamados para apoyar el boicot, pero estos no se unieron, y no se le dio apoyo federal.
Miembros de la Asociación de Turismo y Hotelería de Aruba, la Autoridad de Turismo de Aruba, la Fundación para la Hospitalidad y la Seguridad de Aruba, la Cámara de Comercio de Aruba y figuras del gobierno, incluyendo al representante de Relaciones Públicas Ruben Trapenberg, formaron una «Fuerza de Tareas para la Comunicación Estratégica de Aruba» para responder colectivamente a lo que percibían como imágenes negativas de la isla. El grupo emitió comunicados de prensa y envió representantes a aparecer en los medios de prensa y se unió al gobierno de Aruba en su oposición a las llamadas al boicot de la isla.

### Demandas contra el Dr. Phil y Skeeters por la cinta de este
El 15 de septiembre de 2005, en el show de televisión del Dr. Phil se mostraron partes de una entrevista a cámara oculta con Deepak Kalpoe en el que Kalpoe parece responder: «Ella lo hizo. Usted se sorprendería de lo fácil que era», dando la impresión de que Holloway tuvo relaciones sexuales con todos ellos. La grabación había sido realizada por Skeeters Jamie, un investigador privado. Cuando la cinta fue transmitida, los informes de prensa indicaron la expectativa de una nueva detención, que Dompig valoró como una «fuerte posibilidad» si las cintas eran legítimas.
A pesar de un intento sin éxito por el Dr. Phil de no entregar las cintas que aparecen en su show a las autoridades de Aruba, la policía de Aruba y el FBI obtuvieron el original de la cinta, y proporcionaron copias a los medios de comunicación. En la versión de las cintas proporcionadas por las autoridades de Aruba, Kalpoe parece que dice: «No, no». El Instituto Forense Holandés investigó la credibilidad de las cintas, y concluyó que la versión que fue presentada en el show del Dr. Phil fue una versión manipulada de las originales, y que Kalpoe realmente dijo: «No, no», seguido por: «Tú te sorprenderías de lo fácil que habría sido». Beth Twitty, sin embargo, continúa citando las cintas como apoyo a sus denuncias de asalto sexual en contra de Joran van der Sloot y los hermanos Kalpoe.
En diciembre de 2006, los Kalpoe presentaron una demanda por difamación contra el Dr. Phil y Skeeters (que murió en enero de 2007) en Los Ángeles. Beth Twitty y Dave Holloway respondieron presentando una demanda por homicidio culposo en contra de la Kalpoe en el mismo lugar. La demanda por homicidio culposo fue desestimada por falta de jurisdicción personal el 1 de junio de 2007, la de difamación y calumnia pasó a casos pendientes. Un juicio anterior había sido presentado en Nueva York por los padres contra Paulus y Joran van der Sloot y se les notificó en una visita a Nueva York. El caso fue rechazado en agosto de 2006 por falta de jurisdicción.
El 10 de noviembre de 2005, Paulus van der Sloot ganó una demanda por detención injusta en contra del gobierno de Aruba, liberándolo como sospechoso y permitiéndole conservar su contrato con el gobierno. El padre de Van der Sloot interpuso un segundo recurso, en busca de indemnización, por daños monetarios para él y su familia a causa de su detención injusta. La acción tuvo éxito, pero la adjudicación de los daños y perjuicios fue revocada en apelación.

### Artículo deAmigoe
El 3 de julio de 2007, en las Antillas Neerlandesas el periódico Amigoe informó sobre un video documental producido por Renée Gielen, previamente conocido por exposición de documentales sobre la prisión Bon Futuro de Curazao. El vídeo se basó en parte en entrevistas con Dompig y con Renfro. El documental salió al aire en noviembre de 2008.
Según entrevistas realizadas en la preparación para el documental, las autoridades de Aruba habían sido sistemáticamente obstruidas en su investigación, por el FBI y otras autoridades estadounidenses. También indican que un día después de que Holloway fuese declarada desaparecida, una ambulancia aérea, no autorizada por las autoridades de Aruba, había llegado a Aruba y se había mantenido durante varios días. Asimismo, indican que, si bien el propósito de la ambulancia no se conoce aún, posiblemente sería para trasladar a Holloway fuera de la isla si era liberada de una casa de drogas en Oranjestad. La salida de Holloway iba a ser encubierta y sin previo aviso a las autoridades locales.
El artículo menciona que Renfro y Beth Twitty recibieron una llamada telefónica de una mujer desconocida el 2 de junio de 2005. Esa mujer estaba ofreciendo información de que Holloway seguía viva pero no estaba dispuesta a regresar con su madre, así como sobre su ubicación. También ofrecía más información por 4000 dólares. Twitty no estaba dispuesta a pagar más de 1000 dólares por la información, y de hecho no pagó nada. Creyendo que había una buena posibilidad de encontrar a Holloway, Renfro y otro estadounidense fueron a la casa de droga donde supuestamente estaba Holloway, con el dinero. Sin embargo, encontraron que Jug Twitty ya había estado en la zona, «causando alboroto y pánico en el vecindario», y que ya nada se podía hacer. Ellos culparon a Jug Twitty por el fallo. La misma historia, con menos detalle, aparece en un artículo de Vanity Fair.
Por otra parte, según el informe de Amigoe en las entrevistas, las autoridades de Aruba fueron obstruidas al más alto nivel en sus intentos de investigar a los familiares de Holloway, y recibieron una cooperación muy limitada en sus intentos por preguntar a sus compañeros de graduación.

### Película acerca de Natalee Holloway
En octubre de 2008, Lifetime Movie Network (LMN) anunció planes para crear una película para la televisión, The Natalee Holloway Story (La Historia de Natalee Holloway), basada en el libro de Beth Twitty. La vicepresidenta de películas originales, Tanya López, afirmó en el anuncio que LMN estaba «contenta de trabajar estrechamente con la madre de Natalee», y que tenían la intención de contar la historia de la desaparición de Holloway «con sensibilidad y precisión». En la película, que salió al aire el 19 de abril de 2009, bajo el título Natalee Holloway, trabajaron Tracy Pollan como Beth Holloway, Grant Show como George «Jug» Twitty, y Amy Gumenick como Natalee Holloway. La película llegó a los índices de audiencia más altos en los once años de historia de LMN, con una audiencia media de 3,2 millones de personas y más de un millón de mujeres en el grupo de edades de 18 a 49 años. A pesar de esto, la película no fue bien recibida por el crítico Alec Harvey de The Birmingham News. Harvey calificó a la película de «chapucera y desigual, una mirada para olvidar la tragedia que atrajo la atención de la nación durante meses».

## Cobertura periodística

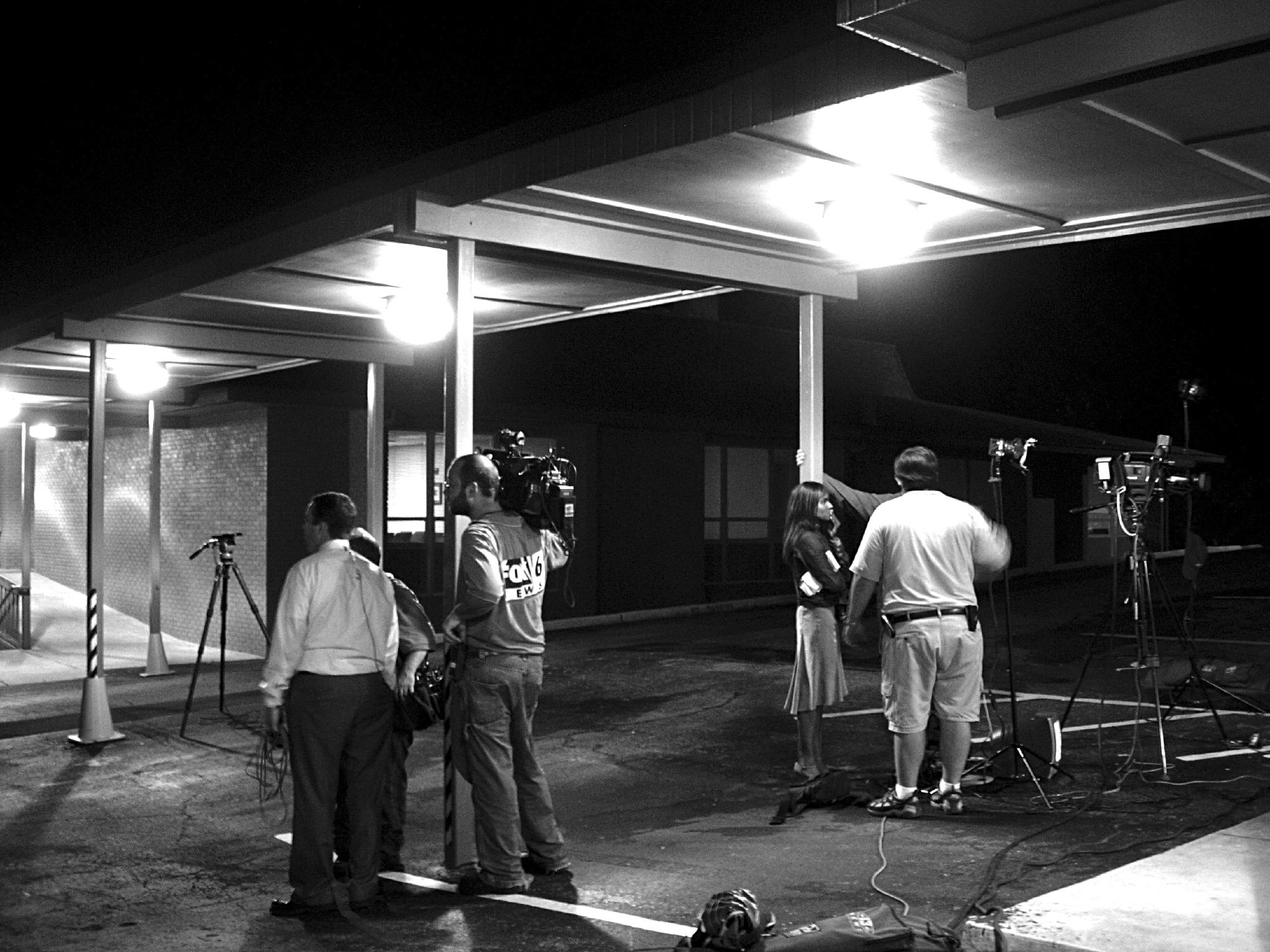
Periodismo electrónico. Cobertura de la desaparición de Holloway, 10 de junio de 2005.

Las redes de televisión de EE. UU. han dedicado mucho más tiempo en el aire a los rumores que rodean el caso, que a la búsqueda de Holloway y a la investigación de su desaparición. Greta Van Susteren, presentadora de Fox News On The Récord y Nancy Grace en CNN Headline News se encontraban entre las más prominentes personalidades de la televisión en dedicar tiempo al incidente. Van Susteren, con una cobertura casi continua, logró para On The Récord sus mejores registros de audiencia hasta la fecha, mientras que Nancy Grace se convirtió en la piedra angular del nuevo «Headline Prime», un bloque de Headline News, que transmitió dos espacios (un show en vivo y su repetición) todas las noches durante el horario de máxima audiencia. A medida que pasaba el tiempo, gran parte de la atención fue dada a Beth Twitty y sus declaraciones. El portavoz del gobierno de Aruba, Rubén Trapenberg, declaró: «El caso está bajo un microscopio, y el mundo está observándolo». A nivel local, la prensa de Aruba publicó noticias extensas sobre la historia en holandés, inglés y papiamento.
La saturación de la cobertura desencadenó una reacción violenta entre algunos críticos que argumentaban que tal atención mediática valida el «síndrome de la mujer blanca desaparecida». La teoría que sostiene que, en los casos de personas desaparecidas, la participación de mujeres blancas y niñas reciben una atención desproporcionada en los medios de comunicación en comparación con los casos de hombres blancos o personas de color. CNN dedicó un segmento a criticar la cantidad de cobertura que sus competidores estaban dando a la historia a pesar de lo que caracterizó como una falta de nuevos temas de informe, en las noticias de CNN Anderson Cooper llamó a la cobertura «absolutamente ridícula».
Temprano en el caso, la comentarista política y columnista Arianna Huffington escribió: «Si usted busca sus noticias solamente en la televisión, pensaría que el principal problema que enfrenta nuestro país en este momento es que una joven de 18 años de edad llamada Natalee desapareció en Aruba. Cada vez que uno de estos relatos aparece, como por ejemplo, Michael Jackson, cuando terminan pienso, qué alivio, ahora podemos volver a las noticias reales. Pero nunca lo hacemos».
En marzo del 2008, El Diario comentó: «Si persisten las dudas sobre los casos de mujeres latinas desaparecidas, hay razones para ello. Estos casos rara vez reciben la atención y los recursos que se dan a otras personas desaparecidas. Los medios de comunicación en idioma Inglés, por ejemplo, parecen centrarse en las historias de mujeres blancas desaparecidas, como con la desaparición de Natalee Holloway en Aruba. Los casos de desaparecidas latinas y afroamericanas a menudo permanecen sin rostro y ni siquiera son cubiertos».
La periodista de CBS Danna Walker declaró: «Hay críticas de que es noticia sólo porque ella es rubia y blanca, y que los periodistas están olvidando otras historias. Pero es una gran noticia porque es una chica americana que se lanzó a la aventura, y no regresó. Es un gran misterio, es algo con lo que la gente puede identificarse».
El periodista Chris Cuomo de Buenos días, América no se disculpó por la amplia cobertura de su programa del caso Holloway. «Yo no creo que mi función sea juzgar lo que la gente quiere ver... Si ellos dicen: 'Quiero saber qué pasó con esta chica'... Quiero ayudarlos a saberlo».
La familia de Holloway, sin embargo, criticó la disminución de la cobertura de la desaparición de la joven. La cobertura de la desaparición de Holloway por los medios de comunicación estadounidenses fue eclipsada en gran medida a finales de agosto de 2005 por el Huracán Katrina. Beth Holloway Twitty y Dave dicen que presuntamente Aruba se aprovechó de la amplia cobertura del huracán para liberar a los sospechosos.
Dave Holloway escribió en su libro:
El huracán Katrina ha dejado la puerta abierta para que los muchachos siguieran su camino con poca publicidad y pequeñas restricciones, ya que Natalee perdió la atención, pero solo por un breve tiempo. La enorme cantidad de publicidad se desvaneció y, durante ese tiempo de tranquilidad para nosotros, Joran y los hermanos Kalpoe fueron enviados a casa... Los programas de noticias que habían seguido todos nuestros movimientos sólo un día antes, se convirtieron en seguidores de la siguiente gran noticia: las víctimas del huracán Katrina.
Sin embargo, el plazo para la revisión judicial de la detención de Joran van der Sloot se fijó mucho antes del huracán.